# 三峰寺 (苏州市)
三峰寺是中国江苏省苏州市吴中区的一座佛寺，位于东山镇三山村，太湖中的三山岛上。三山岛原有大小寺庙10座，三峰寺是岛上最大的寺庙。
三峰寺是一座千年古刹，由真诠创建于唐咸通十三年（872年），孤立于太湖万顷碧波之中，曾经俗称“小蓬莱”，被评为“胜概甲吴中。”原有房屋上千间，1860年太平天国战争后仅存20间，1966年文化大革命中被毁。2004年重建三峰寺。